# Oskar Scheibel
Oskar Scheibel (1881 – 1953) è stato un ingegnere austriaco.
Famoso collezionista di coleotteri ed entomologo dilettante, fu il primo a descrivere scientificamente numerose specie di coleotteri, endemici soprattutto dei territori dell'ex Jugoslavia. Egli svolse infatti la maggior parte della sua vita Sarajevo, nell'odierna Bosnia, e Zagabria, nell'odierna Croazia, concentrando il suo lavoro scientifico principalmente sulla sottofamiglia delle Trechinae.

## Biografia
Nato in Austria nel 1881, Scheibel si spostò in Bosnia, allora parte dell'impero austro-ungarico, all'inizio degli anni 1900, poco dopo essere divenuto ingegnere ferroviario, per partecipare alla costruzione della ferrovia locale. Lì, da appassionato entomologo, iniziò ad interessarsi agli insetti della regione, arrivando a creare una vasta collezione di specie di coleotteri, incentrata in particolare sulle specie risiedenti in grotte e ambienti sotterranei, molte delle quali fino ad allora completamente sconosciute alla scienze. Di queste ultime, diverse furono descritte per la prima volta da Scheibel stesse, mentre altre furono descritte da altri entomologi ed intitolate allo stesso Scheibel, ne sono un esempio la Charonites scheibeli, scoperta da Scheibel in una grotta vicino a Sarajevo e descritta da Viktor Apfelbeck nel 1919, e la sottospecie Antroherpon erebus scheibeli, descritta da René Jeannel nel 1924. Nel 1921, Scheibel mise in vendita la sua collezione, che a quel tempo comprendeva oltre 15 000 esemplari di coleotteri appartenenti a circa 6 000 specie, che fu infine comprata dallo stato tedesco.

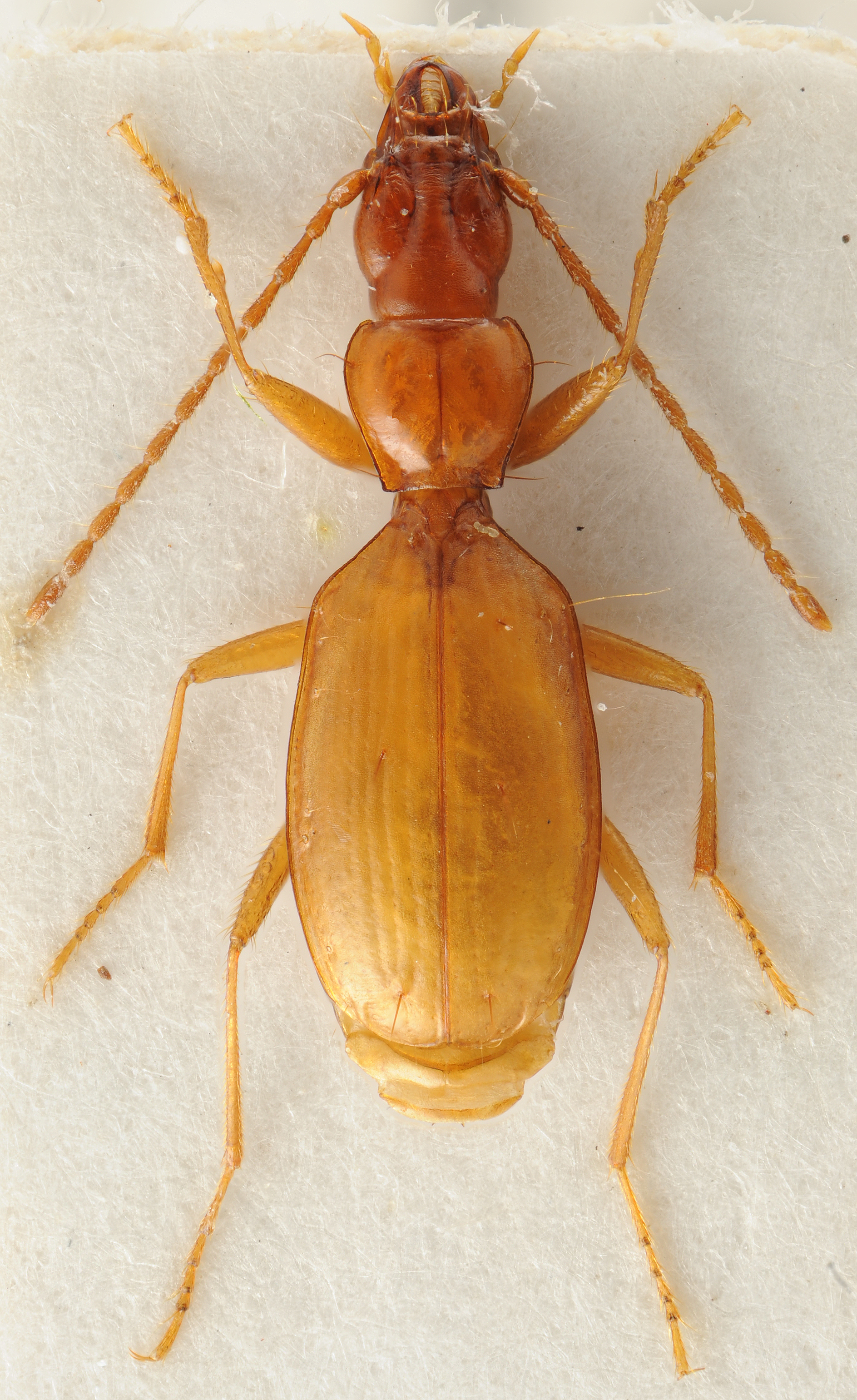
Un esemplare di Anophthalmus hitleri, specie descritta per la prima volta da Scheibel nel 1937.

Negli anni 1930, Scheibel si trasferì a Zagabria, dove acquisì i diritti esclusivi per commercializzare i prodotti della società svizzera SIM, produttrice principalmente di pistoni e altre parti di motori, nella regione iugoslava, e dove proseguì i suoi studi sui coleotteri. Tuttavia, poiché problemi cardiaci gli impedirono di continuare la sua attività di collezionismo con lo stesso zelo degli anni 1920, egli decise di offrire sostegno finanziario agli entomologi interessati all'esplorazione della fauna delle caverne iugoslave, a condizione che questi gli mettessero a disposizione, per i suoi lavori scientifici, tutte le trechinae che fossero riusciti a trovare. Tra le numerose specie classificate in questo periodo da Scheibel si possono ricordare l'Adriaphaenops pretneri, nel 1935, l'Adriaphaenops staudacheri, nel 1939, e quella che è la più famosa delle specie da lui descritte, l'Anophthalmus hitleri, nel 1937. Per quanto riguarda il nome di quest'ultima specie, esso è certamente derivato da quello del dittatore tedesco Adolf Hitler, tuttavia non è chiaro se tale dedica sia stata realmente dovuta alla predilezione dell'entomologo austriaco per le dottrine naziste o al suo intento di ridicolizzare Hitler, essendo l'Anophthalmus hitleri un insetto privo di vista. Quello che è certo è che il fatto risultò assai gradito ad Hitler, che inviò a Scheibel una lettera di ringraziamento.
Scheibel morì nel 1953. Oggi una parte della sua collezione è esposta al museo di scienze naturali di Basilea come parte della collezione G. Frey.